# Gedenkbank
Een gedenkbank of herinneringsbank is een kunstwerk en een specifiek soort monument, in de vorm van een zitmeubel. Het wordt geplaatst ter nagedachtenis aan een persoon, een groep personen, een dier, een organisatie of een gebeurtenis. Vaak staat de naam van de of het herinnerde op de bank. De plaatsing van een bank is vaak een initiatief van particulier(en), ondernemingen, stichtingen of een overheid. Gedenkbanken staan meestal in de open lucht en in de openbare ruimte en zijn dan straatmeubilair.
Er zijn ook herinneringsbanken in met name natuurgebieden. Deze vaak reeds bestaande bankjes kunnen geadopteerd worden door een persoon of collectief in ruil voor een (vaak metalen) bordje met daarop de naam van een persoon of een andere tekst.

## Materiaal en vorm
Gedenkbanken zijn vaak van steen en/of hout gemaakt, maar ook andere materialen kunnen gebruikt zijn. De vroegste herinneringsbanken in Nederland komen uit het einde van de negentiende eeuw en zijn meestal van een soort natuursteen gemaakt, een voorbeeld is de monumentale marmeren Ver Huellbank (1881) in Den Haag. Rond 1920 raakt baksteen in zwang, vaak gecombineerd met een houten zitting en natuurstenen elementen, zoals bij de Posbank (1921). Heden ten dage wordt een veelvoud aan materialen gebruikt, waaronder (roestvast) staal en brons.

Herinneringsbanken kunnen allerlei vormen hebben; recht of een halve cirkel bijvoorbeeld. Soms bestaat de bank uit meerdere banken of staat hij onder een overkapping of pergola. Verder kan de bank verfraaid zijn met ornamenten, bloembakken, plaquettes en sculpturen. Soms is de bank zelf bijzaak, zoals bij De Raadsman (1923) van Joseph Mendes da Costa.

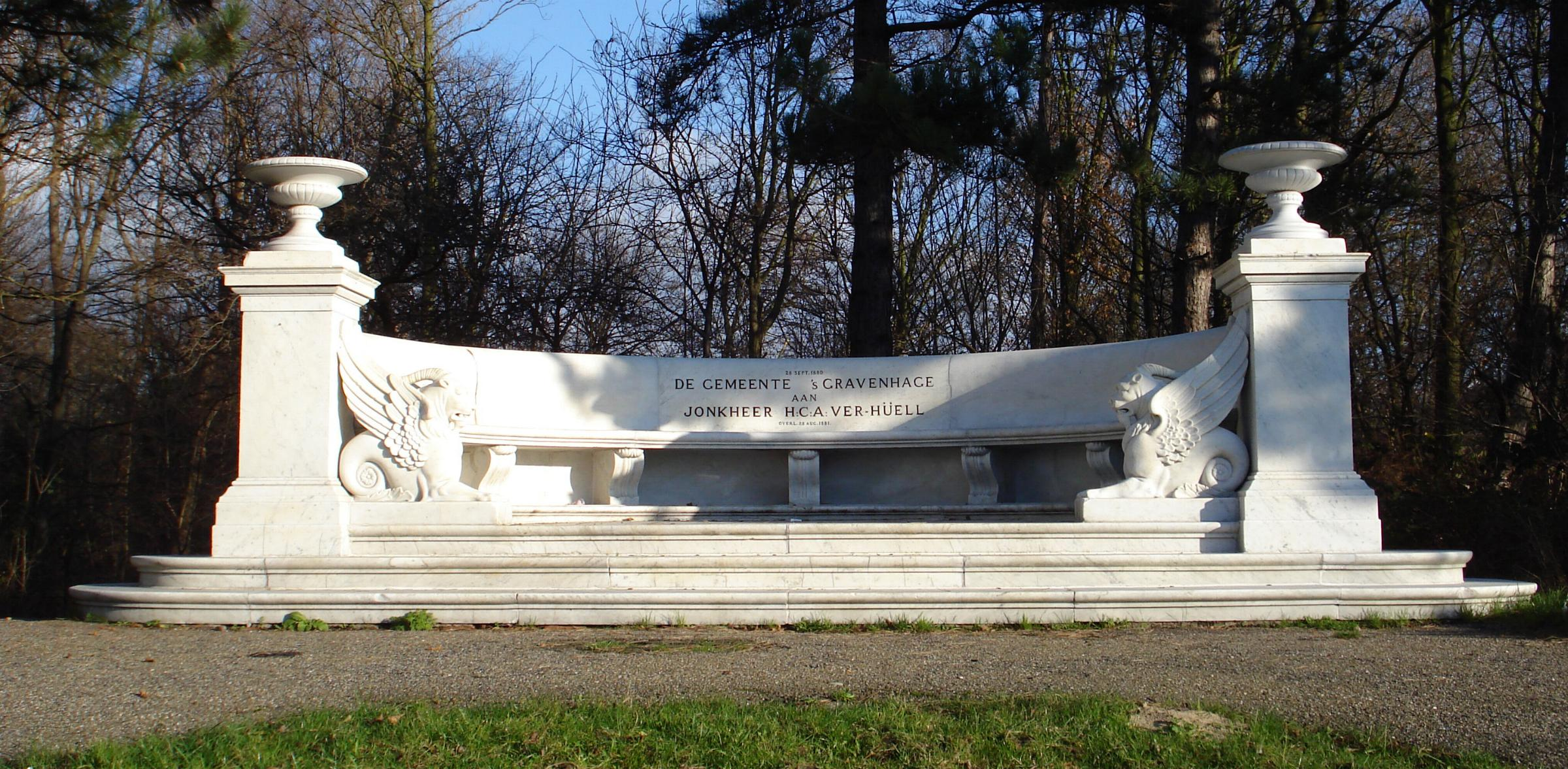
Ver Huellbank, ter ere van Henry Christiaan Arnoud Ver Huell, lid gemeenteraad van Den Haag en lid provinciale staten Zuid-Holland (1881)
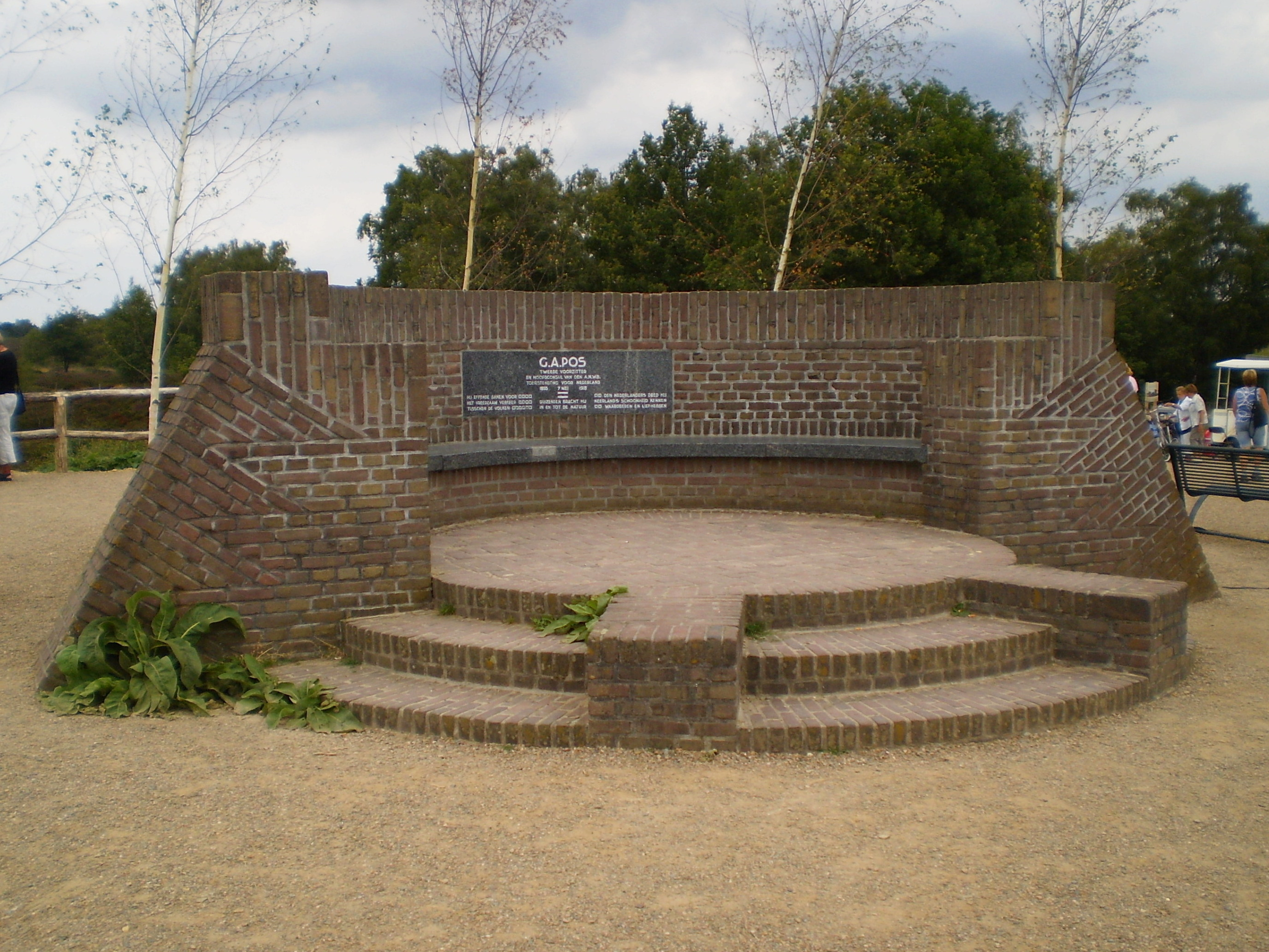
Posbank, ter herinnering aan Gerard Adriaan Pos, voorzitter van de ANWB (1921)
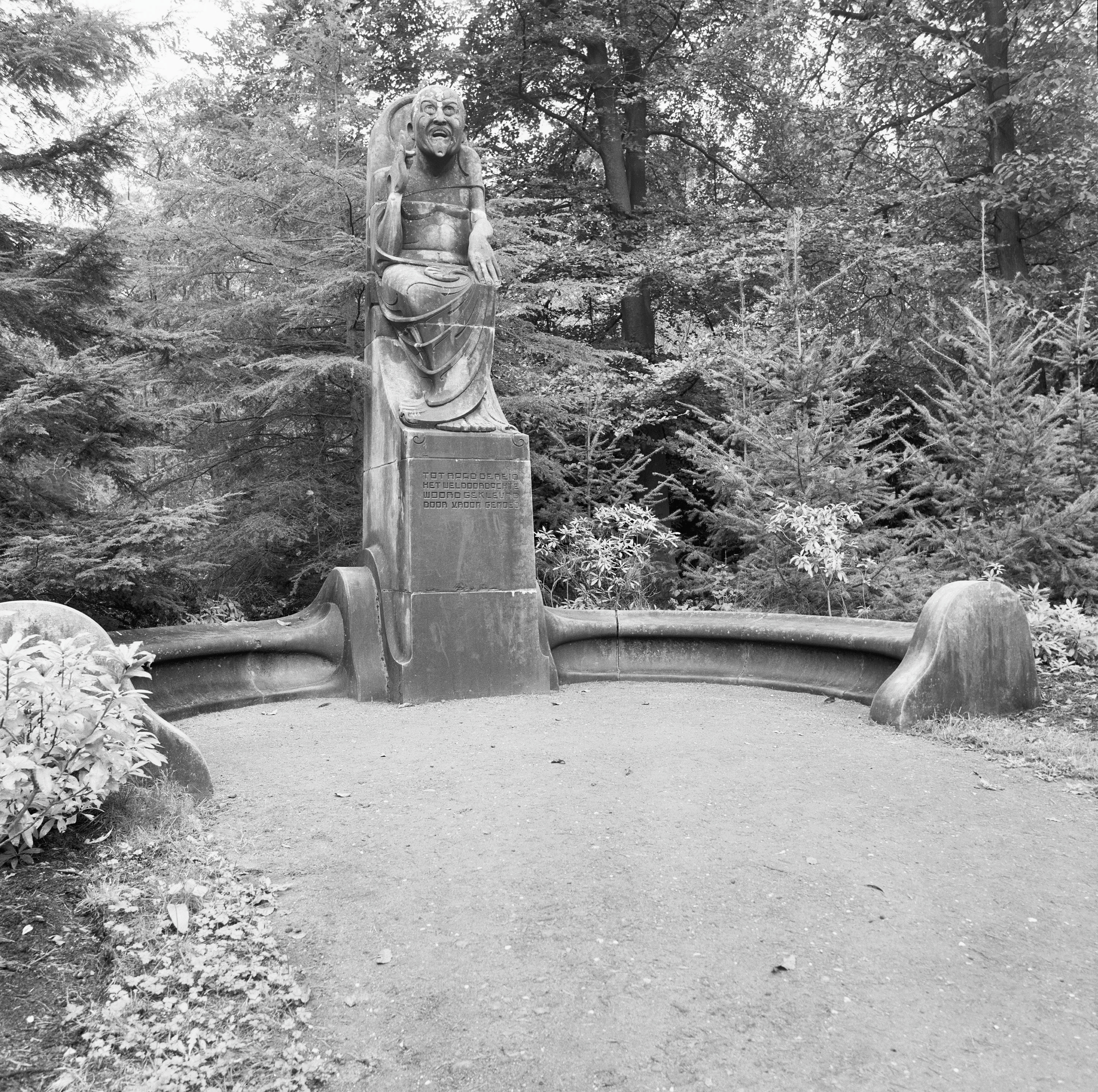
Natuurstenen monument voor President Steyn, van Oranje Vrijstaat (1923) in Nationaal Park De Hoge Veluwe
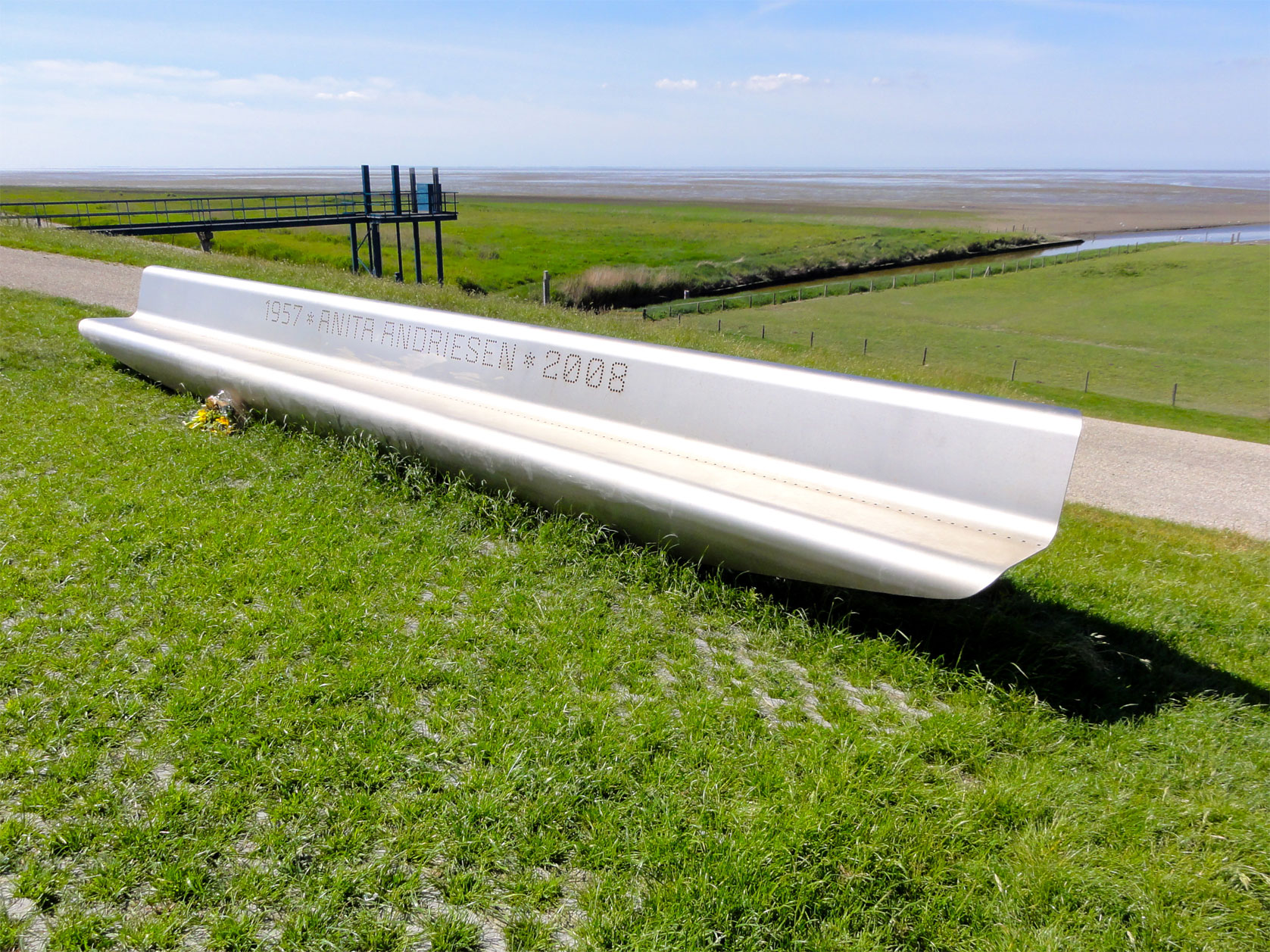
Roestvast staal bank ter herinnering aan Anita Andriesen, lid Gedeputeerde Staten Friesland (2010)